# Pharaphodius vastus
Pharaphodius vastus är en skalbaggsart som beskrevs av Rudolph Petrovitz 1964. Pharaphodius vastus ingår i släktet Pharaphodius och familjen Aphodiidae. Inga underarter finns listade i Catalogue of Life.